# PlayStation (spelcomputer)
PlayStation (PS1) is de eerste spelconsole uit de PlayStation-serie die werd geproduceerd door Sony Computer Entertainment.

## Geschiedenis
De verkoop van de PlayStation ging in Japan van start op 3 december 1994 en werd in 1995 op de Europese markt gebracht.
Het was de eerste spelcomputer die Sony uitbracht na een mislukte overeenkomst met Nintendo. Negen jaar en zes maanden na de introductie was de PlayStation de eerste spelcomputer die 100 miljoen keer verkocht werd. Sony-medewerker Ken Kutaragi wordt ook wel de "vader van de PlayStation" genoemd.

### Ontstaan
De PlayStation ontstond door een mislukte samenwerking met Nintendo. Sony en Nintendo hadden een samenwerking gestart om voor de SNES een cd-eenheid te produceren, genaamd de "Play Station" of "SNES-CD". Dit was al in een vergevorderd stadium, totdat Nintendo de samenwerking stopte, omdat de bedrijven niet tot een overeenkomst konden komen over de verdeling van de winst. Nintendo deed Sony nog een aanbod om alleen de hardware te produceren, maar dit werd afgeslagen. Nintendo wendde zich tot Philips wat uiteindelijk resulteerde in de cd-i, terwijl Sony bekendmaakte de cd-eenheid alsnog te zullen uitbrengen.
De PlayStation werd in drie versies uitgebracht en was voorzien van een regioslot. Dit had te maken met de televisie-standaard die in deze werelddelen worden gebruikt. De meest gebruikte systemen zijn PAL en NTSC. Na de installatie van een modchip konden er spellen worden gespeeld vanaf cd-r, en spellen uit een andere regio.
De voornaamste concurrentie van de PlayStation waren de Nintendo 64 en de Sega Saturn. De PlayStation bezat een marktaandeel van 70,3%. De Nintendo 64 had een marktaandeel van 22,7% en de Saturn moest het doen met 6,8%. De PlayStation heeft het 32/64-bitstijdperk gedomineerd. Dat had onder andere te maken met een lagere prijs voor cd's, in tegenstelling tot de duurdere spelcartridges van de Nintendo 64, en de aanhoudende problemen met de Saturn. Daarnaast omarmde Sony ontwikkelaars van buiten door deze volledig te ondersteunen bij de ontwikkeling voor het platform.

### PSone
De vernieuwde versie kwam in het jaar 2000, een kleinere goedkopere versie genaamd: PSone. Deze had exact dezelfde specificaties, maar was de helft kleiner dan het oude ontwerp. Op 24 maart 2006 stopte Sony met de productie van de PlayStation.

## Reclamecampagnes
1995 - Do not underestimate the power of PlayStation 
Voor Sony was het doel van deze reclamecampagne zich te onderscheiden van de rest van de gamewereld. De campagne was gericht op jonge mannelijke tieners en vergeleek het 'gevaar' van PlayStation met het normale dagelijkse leven.
1998 - Double Life 
In het najaar van 1998 was de PlayStation drie jaar op de markt en wilde men zich richten op een breder publiek. Gamen werd in deze campagne neergezet als een nobele, bijna heldhaftige activiteit. Mensen vertelden in de camera op wat voor aparte en originele manier zij via PlayStation als het ware bevrijd werden van hun dagelijkse leven.
1999 - Mental Wealth 
In 1999 werd PlayStation bekend onder een breder publiek. PlayStation wilde echter niet de gamers van het eerste uur uit het oog verliezen en liet dat zien met de campagne Mental Wealth.

## Technische specificaties

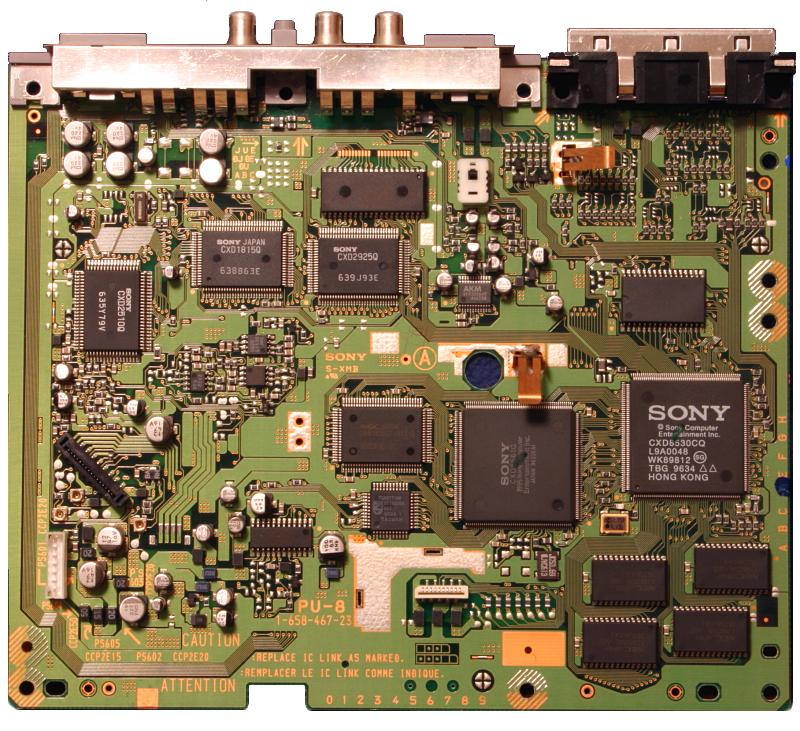
PlayStation-moederbord

- Processor: 32 bit R3000 RISC, klokfrequentie 33,8 MHz, 30 MIPS.
- MDEC-processor voor het decoderen van videobeelden
- Grafisch
  - Processor: Geometry Transformation Engine (GTE)
  - Kleuren: 16,7 miljoen
  - Sprites: 4.000
  - Polygonen: 180.000 per seconde (met textuur), 360.000 per seconde (vlak)
- Geheugen: werkgeheugen 2 MB, videogeheugen 1 MB, geluidsgeheugen 512 kB
- Beeldresolutie: 256×224 pixels tot 640×480 pixels (480i) (NTSC), 512×384 (PAL)
- Geluid: 4 bit, 24-kanaals-ADPCM, MIDI-ondersteuning
- Invoer: 2 controllerpoorten, 2 geheugenkaartpoorten, AV multi-out
- Cd-rom-eenheid: 2x snelheid (300 kB/s)
- Energieverbruik: 17 watt
- Gewicht: 1,5 kg
- Afmetingen: 270 x 188 x 60 mm (lxbxh)